# Okkerszínű vargomba
Az okkerszínű vargomba (Conferticium ochraceum) a Stereaceae családba tartozó, Eurázsiában és Észak-Amerikában honos, korhadó fenyőtörzseken élő, nem ehető gombafaj.

## Megjelenése
Az okkerszínű vargomba termőteste 1-30 (40) cm széles, vékony, szabálytalan alakú bevonatot képez a fenyőfák törzsén. Színe fehéres, okkersárgás, -barnás. Felszíne simább vagy egyenetlen, bibircsókos, tapintásra viaszos lehet. Alsó támasztószövete (subiculum) fehéres, viszonylag kemény. Kiszáradva felrepedezik. 
Húsa fehéres vagy halványbarnás. Íze és szaga nem jellegzetes. 
Spórapora fehér. Spórája hosszúkás, majdnem hengeres, sima, amiloid, mérete 2,9-8,1 x 1,9-4,6 µm.

### Hasonló fajok
A repedező vargomba, a sima vargomba, a borzas vargomba, a bársonyos terülőgomba hasonlít hozzá.

## Elterjedése és termőhelye
Európában, Ázsiában és Észak-Amerikában honos. Inkább a hűvösebb éghajlatot kedveli.
Elhalt fenyőtörzseken jelenik meg, azok anyagában fehérkorhadást okoz. Egész évben látható.
Nem ehető.